# Hodgson Pratt

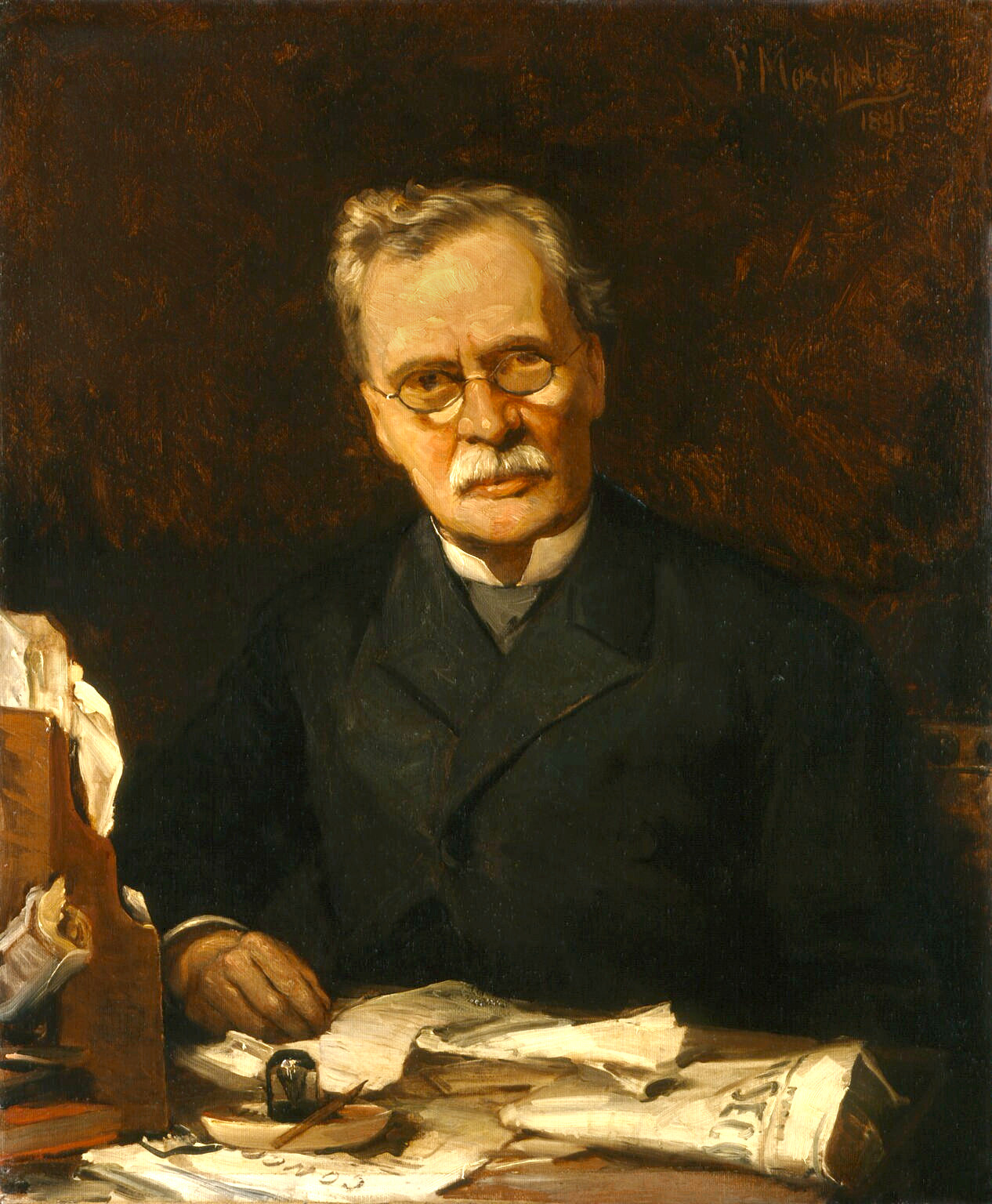
Hodgson Pratt, 1891, porträtiert von Felix Moscheles

Hodgson Pratt (* 10. Januar 1824 in Bath, Somerset (England); † 26. Februar 1907 in Le Pecq-sur-Seine, Département Yvelines, Frankreich) war ein britischer Pazifist.

## Leben
Pratt absolvierte das Haileybury College bei Coventry und die London University, an der er orientalische Sprachen studierte. Er arbeitete 14 Jahre für die Ostindien-Kompanie und für die bengalische Regierung und kehrte 1861 nach England zurück.
Er gründete im Jahr 1880 die International Arbitration and Peace Association (IAPA) in London und besuchte als deren Vertreter viele europäische Städte, so zum Beispiel Berlin, Frankfurt, Paris, Kopenhagen, Stockholm, Budapest, Mailand und Rom. Er leitete die britische Delegation zum Friedenskongress 1882 in Brüssel, an dem über 500 Delegierte aus vielen Ländern teilnahmen. 1883 gab er Henri La Fontaine den Anstoß, die belgische Gesellschaft für Schlichtung und Frieden zu gründen. Zusammen mit Franz Wirth gründete er 1886 die Frankfurter Friedensgesellschaft.  
Pratt war 1890 Vorsitzender des Weltfriedenskongresses in London. Er war außerdem Kommissionsmitglied des von ihm während des Weltfriedenskongresses 1891 in Rom mitgegründeten Bureau International Permanent de la Paix (englisch: International Peace Bureau, deutsch: Internationales Ständiges Friedensbüro), das seinen Sitz in Bern (Schweiz) hatte. Im Jahre 1894 wurde er von Pierre de Coubertin eingeladen, als Ehrenmitglied am Gründungskongress des IOC teilzunehmen.
Pratt wurde im Jahre 1906 für den Friedensnobelpreis nominiert, der jedoch stattdessen an den US-amerikanischen Präsidenten Theodore Roosevelt ging.

## Veröffentlichungen
- A few words on the question of teaching the Bible in Government schools in India. Chapmann and Hall, 1859
- University education in England for natives of India. Considered with a view to qualify them for the learned professions or the public service; and to create a class who shall mediate between the Indian people and their English rulers. James Ridgway, London 1860
- Édouard Eugène Descamps: The Organisation of International Arbitration. Zusammengefasst und übersetzt von Hodgson Pratt. International Arbitration & Peace Association, London 1897
- Vorwort zu Gustave de Molinari: The Society of Tomorrow. A Forecast of its Political and Economic Organization. 1899 (Nachdruck Garland, New York 1972, ISBN 0-8240-0295-4)
- International arbitration. Its necessity and its practicability. Reeves/Bonner, London 1898